# هاري بيري (عازف قيثارة)
هاري بيري (بالإنجليزية: Harry Perry)‏ هو عازف قيثارة وفنان الشارع وملحن أمريكي، ولد في 19 مايو 1951.

## وصلات خارجية
- هاري بيري على موقع IMDb (الإنجليزية)
- هاري بيري على موقع ميوزك برينز (الإنجليزية)
- هاري بيري على موقع ميوزك برينز (الإنجليزية)
- هاري بيري على موقع ديسكوغز (الإنجليزية)
- هاري بيري على موقع قاعدة بيانات الفيلم (الإنجليزية)